# Am Rande vom Wahnsinn
Das Album Am Rande vom Wahnsinn von Pankow erschien im April 1997 beim Label Grauzone. 

## Entstehungsgeschichte
Mit dem 1996 zurückgekehrten André Herzberg und dem im selben Jahr für Rainer Kirchmann gekommenen Kulle Dziuk wurden die Songs im Zeitraum November 1996 bis März 1997 in der Besetzung Herzberg, Ehle, Dohanetz, Reznicek, Dziuk eingespielt. Als Gäste waren Anne de Wolff an der Violine und Matthias Lauschus an Trompete und Flügelhorn präsent. 
Neben Eigenkompositionen ist eine Adaption von Bob Geldofs The Great Song of Indifference mit einem deutschen Text von Kulle Dziuk auf dem Album enthalten.
Die Songs des Albums wurden von Pankow bei den Konzerten zur Wiedervereinigung im Tränenpalast Ende 1996 in Berlin bis Ende 1998 live auf die Bühne gebracht.

## Titelliste
1. Am Rande vom Wahnsinn (Herzberg, Dziuk, Ehle/Herzberg) – 3:53 (*)
2. Mal gesagt (Ehle, Herzberg, Dziuk/Ehle, Herzberg) – 3:15
3. Verknallt sein (Dziuk) – 2:41
4. Euch werd’ ich’s zeigen (Herzberg) – 3:56
5. Wenn ich du wär’ (Ehle) – 3:06
6. Es regnet (Herzberg, Dziuk/Herzberg) – 3:55
7. Mir egal (The Great Song of Indifference)  (Bob Geldof/deutsch:Dziuk) – 3:19
8. Rita (Herzberg, Dziuk/Herzberg) – 2:46 (*)
9. Staub im Wind (Herzberg) – 5:43
10. Allein (vol. 2) (Ehle/Herzberg) – 5:09
11. Das Böse in dir (Ehle/Herzberg) – 3:33
12. Wunderbar (Herzberg, Dziuk/Herzberg) – 4:28
13. Ich bin ein Stern (Herzberg, Dziuk/Herzberg) – 4:46
14. Ich nehm's leicht (Herzberg, Dziuk/Herzberg) – 4:46

(*) Aufgenommen von Thomas Harendt und Peter Funke im Domino-Studio Berlin, November 1996